# Kujau (Klein Strehlitz)
Kujau (polnisch Kujawy) ist ein Ort in der Stadt- und Landgemeinde Klein Strehlitz im Powiat Krapkowicki der Woiwodschaft Opole (Oppeln) in Polen.

## Geographie
Kujawy liegt drei Kilometer südwestlich von Klein Strehlitz, 13 Kilometer südwestlich von Krapkowice und 27 Kilometer südlich von Opole (Oppeln). Durch Kujwy verläuft die Droga wojewódzka 409. Es liegt an der Bahnstrecke der Neustadt-Gogoliner Eisenbahn.
Nachbarorte von Kujawy sind im Westen Zellin (Zielina ), im Norden Rasselwitz (Racławiczki) und Schiegau (Ścigów), im Nordosten Klein Strehlitz (Strzeleczki) und im Süden Lorenzdorf (Wawrzyńcowice).

## Geschichte

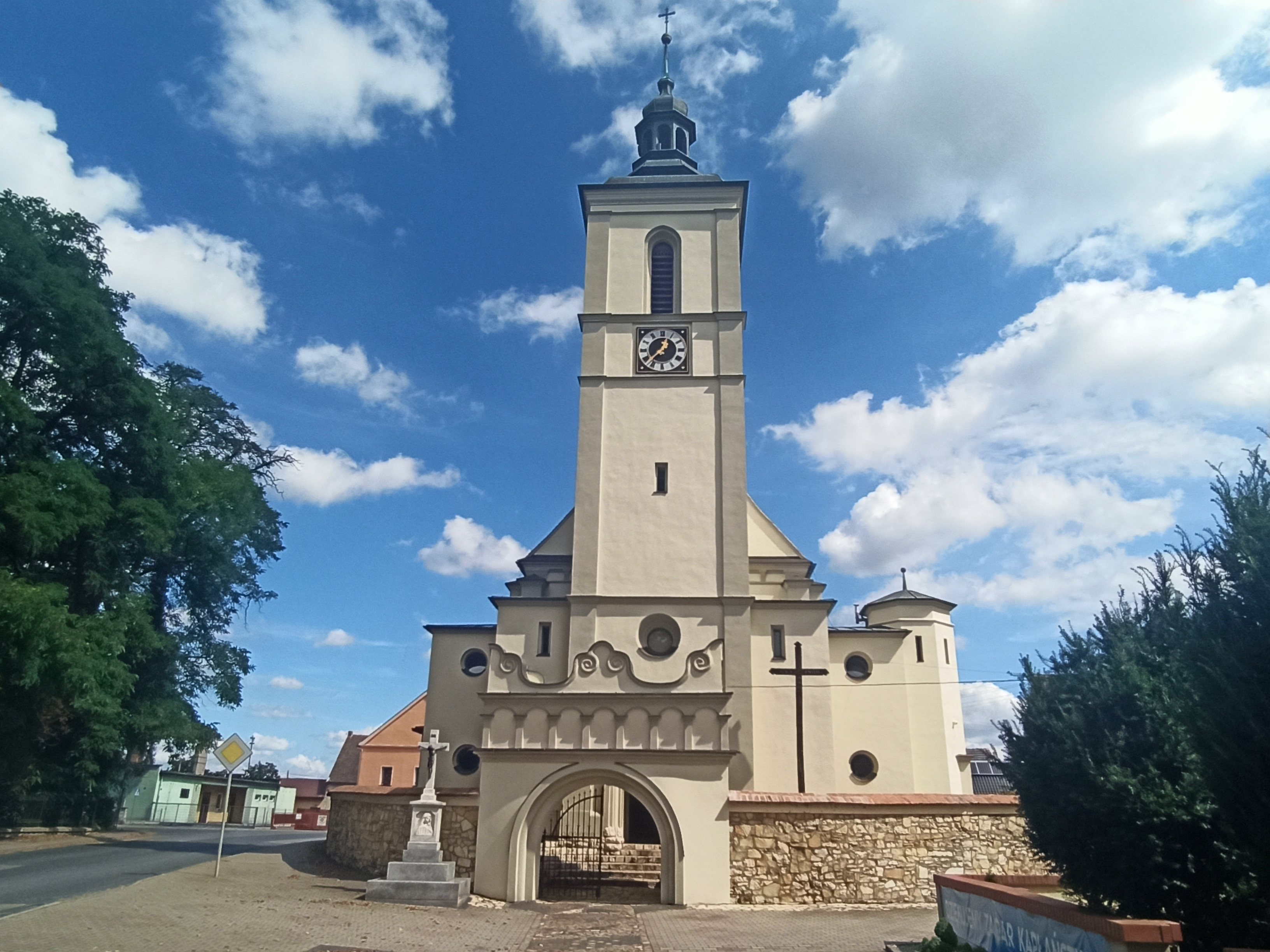
Katholische Kirche

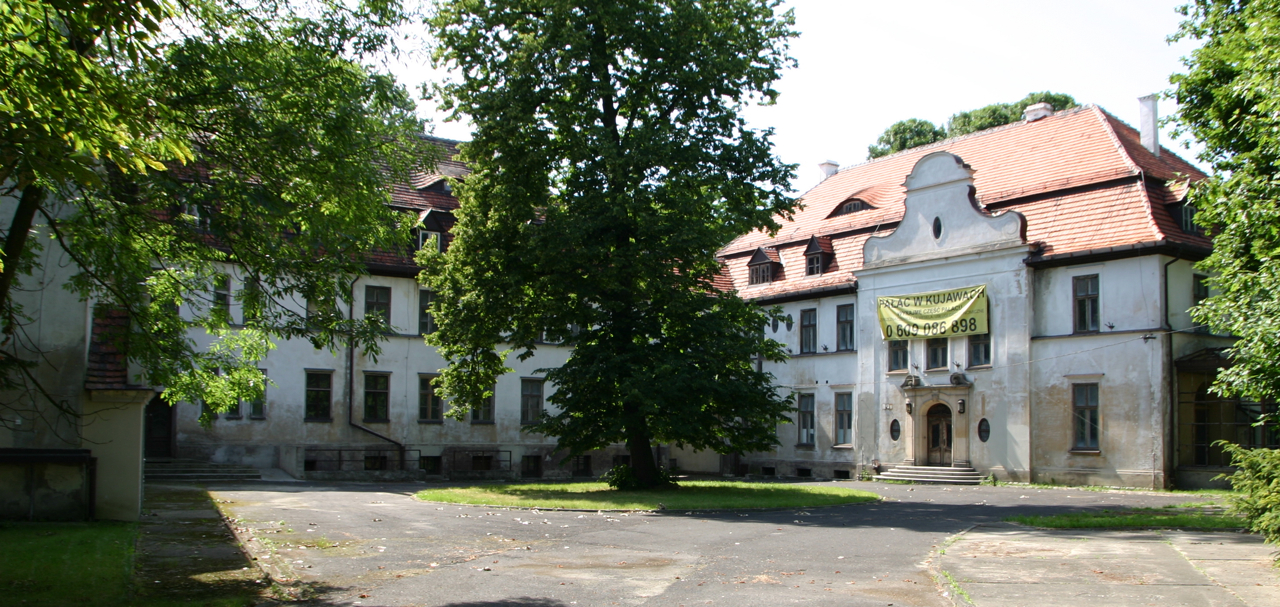
Schloss Kujau

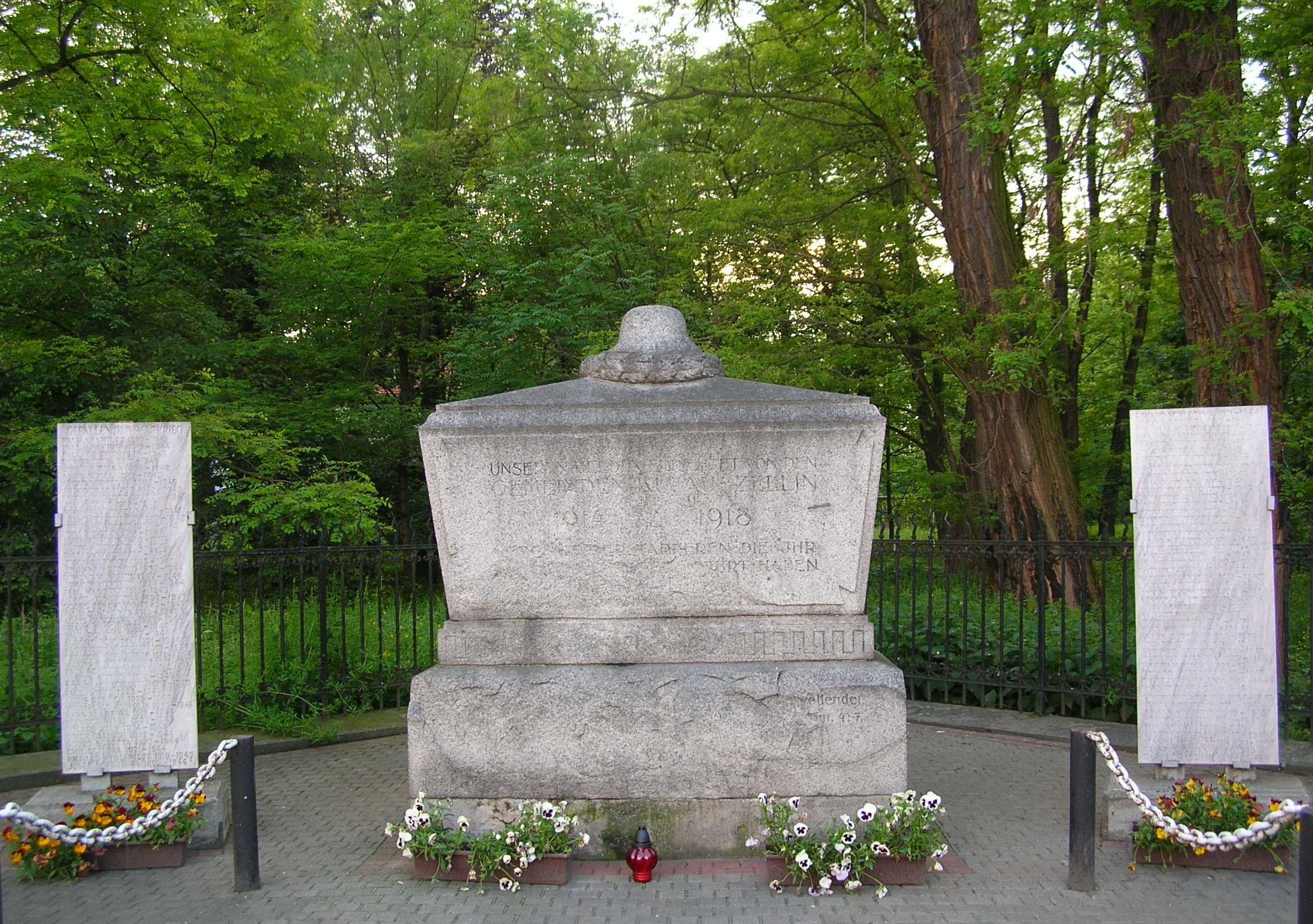
Kriegerdenkmal 1914/18

Der Ort wurde im 14. Jahrhundert erstmals urkundlich erwähnt und gehörte im Mittelalter zur Familie von Bees bzw. Beeß.
Bei der Volksabstimmung in Oberschlesien am 20. März 1921 stimmten 410 Wahlberechtigte für einen Verbleib bei Deutschland und 117 für Polen. Kujau verblieb beim Deutschen Reich. 1933 lebten 690 in Kujau. Zum 1. April 1939 wurde Kujau nach Zellin eingemeindet. Bis 1945 gehörte Kujau zum Landkreis Neustadt O.S.
Als Folge des Zweiten Weltkriegs fiel Kujau 1945 mit dem größten Teil Schlesiens an Polen. Nachfolgend wurde es der Woiwodschaft Schlesien angeschlossen und zum 28. Juni 1948 in Kujawy umbenannt. Die deutsche Bevölkerung wurde, soweit sie nicht vorher geflohen war, weitgehend vertrieben. Die neu angesiedelten Bewohner waren teilweise Zwangsumgesiedelte aus Ostpolen, das an die Sowjetunion gefallen war. 1950 wurde Kujawy der Woiwodschaft Opole eingegliedert. Seit 1999 gehört es zum Powiat Krapkowicki.
Am 17. Mai 2006 wurde in der Gemeinde Klein Strehlitz, der Kujau angehört, Deutsch als zweite Amtssprache eingeführt. Am 24. November 2008 erhielt der Ort zusätzlich den amtlichen deutschen Ortsnamen Kujau.

## Sehenswürdigkeiten
- Die römisch-katholische Dreifaltigkeitskirche (Kościół Trójcy Świętej) wurde 1583 erbaut. 1938 wurde der Kirchenbau erweitert.[6]
- Das Schloss Kujau wurde in der zweiten Hälfte des 19. Jahrhunderts unter Hubert von Thiele-Winckler an der Stelle eines Vorgängerbaus errichtet. 1900 wurde der Bau unter dessen Sohn Franz Hubert von Thiele-Winckler erweitert.[2]
- Barocke St.-Barbara-Kapelle mit Zwiebelhaube
- Denkmal für die Gefallenen des Ersten und Zweiten Weltkriegs